# Saxnäs

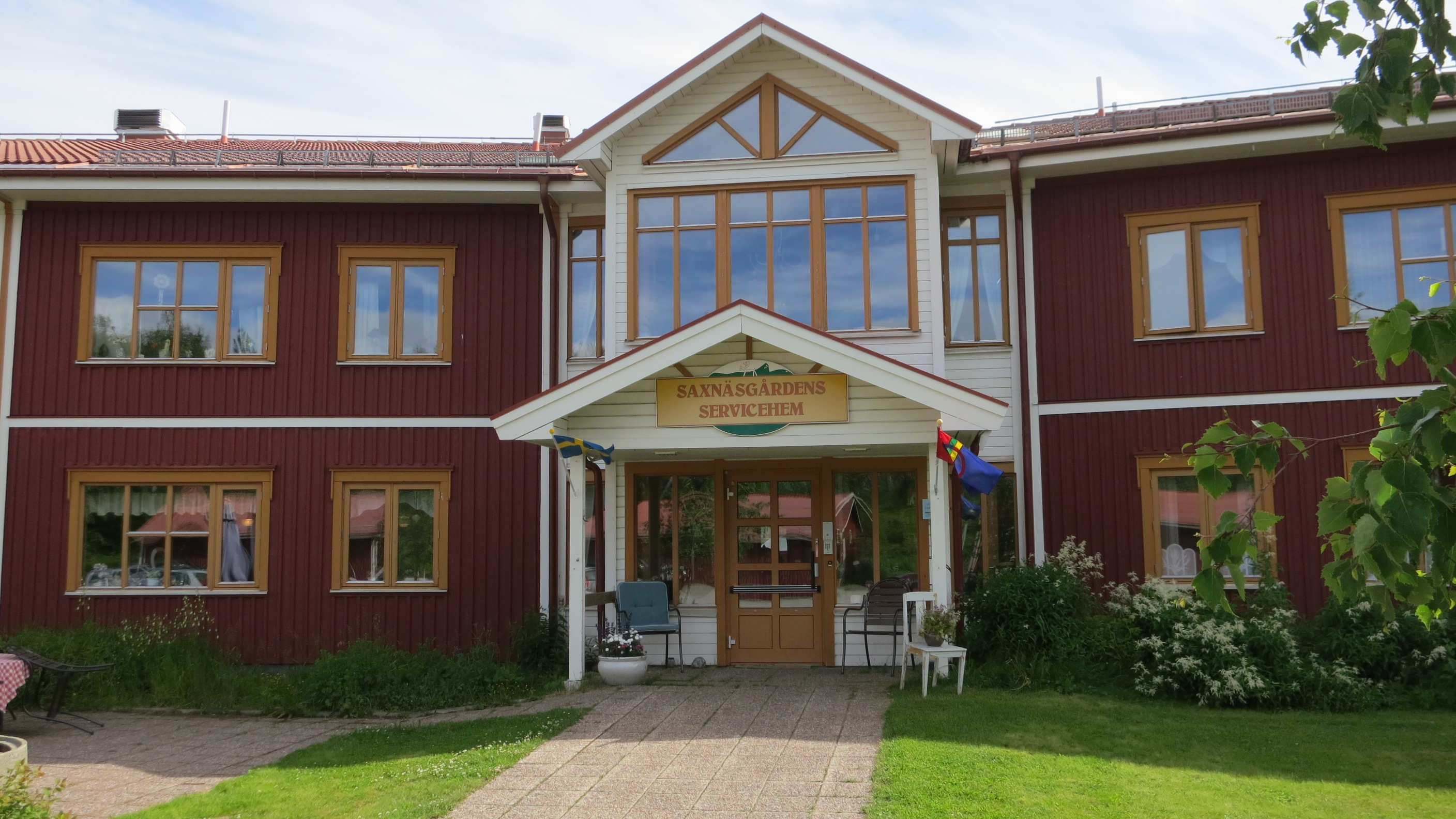
Äldreboendet i Saxnäs.

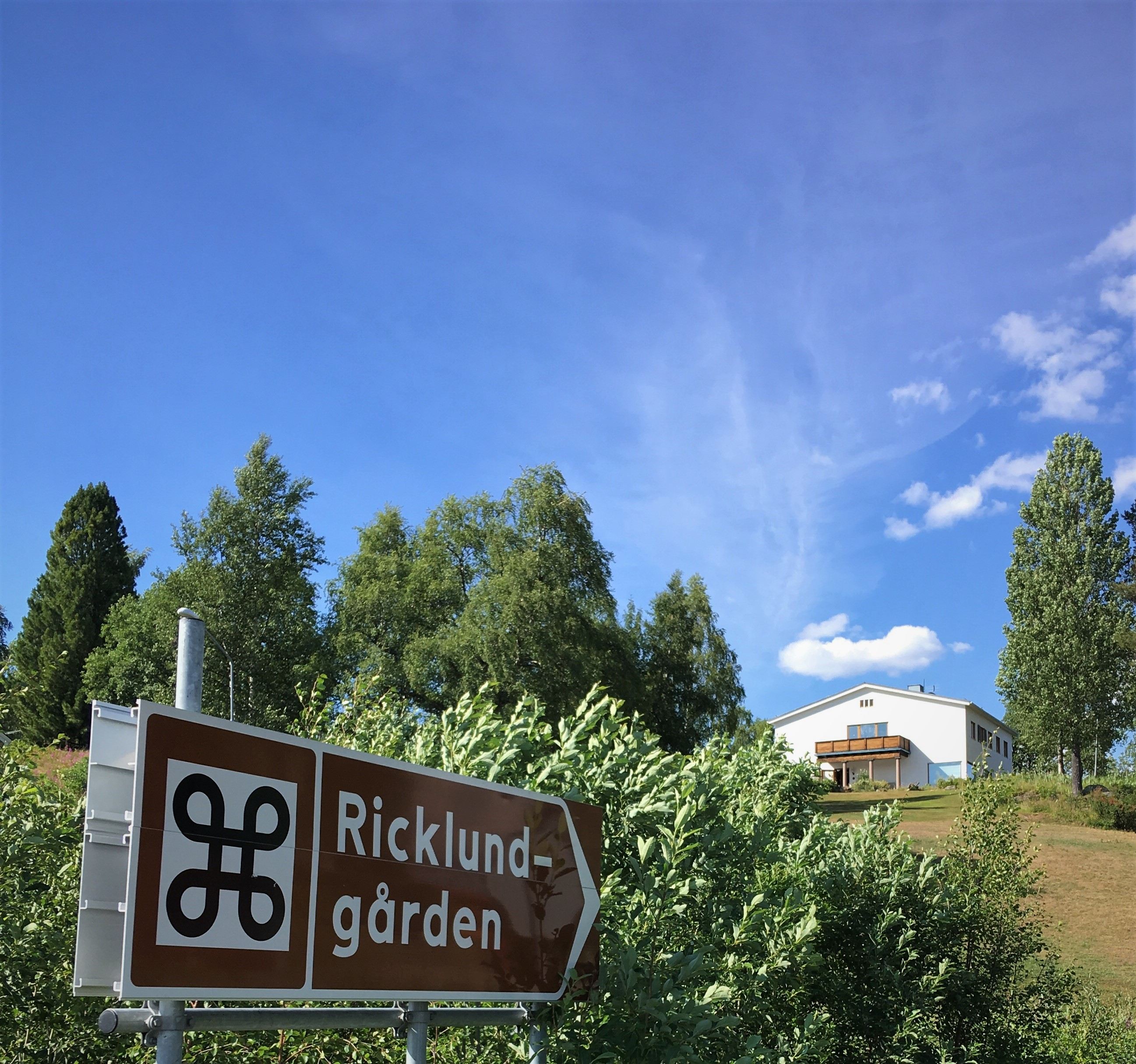
Ricklundgården i Saxnäs.

Saxnäs (sydsamiska: Saadteskenjuana) är en småort vid Kultsjön i Vilhelmina kommun söder om Marsfjällen.

## Historia
Det första nybygget i Saxnäs togs upp år 1824, och byn fick väg till tätorten Vilhelmina (c:a 85 km) på 1920-talet.
Turistnäringen växte starkt från 1930-talet, bland annat genom tillkomsten av Saxnäsgården samt genom Bernhard Nordhs romaner, särskilt I Marsfjällets skugga (1937) och Fjällfolk (1938).

### Befolkningsutveckling
| Befolkningsutvecklingen i Saxnäs 1990–2015 | Befolkningsutvecklingen i Saxnäs 1990–2015 | Befolkningsutvecklingen i Saxnäs 1990–2015 | Befolkningsutvecklingen i Saxnäs 1990–2015 | Befolkningsutvecklingen i Saxnäs 1990–2015 |
| ------------------------------------------ | ------------------------------------------ | ------------------------------------------ | ------------------------------------------ | ------------------------------------------ |
|                                            |                                            |                                            |                                            |                                            |
| År                                         |                                            |                                            | Folkmängd                                  | Areal (ha)                                 |
| 1990                                       | 1990                                       |                                            | 121                                        | 43#                                        |
| 1995                                       | 1995                                       |                                            | 131                                        | 41#                                        |
| 2000                                       | 2000                                       |                                            | 141                                        | 41#                                        |
| 2005                                       | 2005                                       |                                            | 127                                        | 41#                                        |
| 2010                                       | 2010                                       |                                            | 133                                        | 43#                                        |
| 2015                                       | 2015                                       |                                            | 134                                        | 88#                                        |
| Anm.: # Som småort.                        |                                            |                                            |                                            |                                            |

## Samhället
Här ligger bland annat Saxnäs kyrka,  vandrarhem med stugor på Kultsjögården, lanthandeln Marsfjällshandlarn, Fiskecentrum, ett äldreboende, en förskola, grundskola och den kända Saxnäsgården.
I Saxnäs finns även konstnären Folke Ricklunds hem, Ricklundgården, att besöka.

## Saxnäs i TV
Julkalendern Julstrul med Staffan & Bengt (1984) spelades in i Saxnäs, med affären i Saxnäs föreställande butiken "Oskars Koopra".